# RSC Anderlecht (femenino)
La sección femenina del Royal Sporting Club Anderlecht es un club de fútbol femenino de Anderlecht y juega en la Superliga Femenina de Bélgica, máxima categoría del fútbol femenino en el país.
Anteriormente jugó la Primera División Femenina de Bélgica y la Liga BeNe, que se retiró en 2015. El equipo fue fundado en 1971 como Brussels Dames 71.
El equipo ganó un campeonato belga y cuatro Copa Femenina de Bélgica como Bruselas D71 entre 1984 y 1991, y tres campeonatos y cinco copas como Anderlecht entre 1994 y 2005, incluidos dobles en 1987 y 1998, siendo el lustro 1994-1999 su período más exitoso. Con diez títulos, Anderlecht es el equipo más exitoso de la Copa. Desde 2004 ha sido subcampeón del campeonato en cinco ocasiones, la más reciente en 2011.
Veinte años después de su último campeonato, volvieron a ganar el título en 2018. Siguieron con dos campeonatos más en las temporadas siguientes.

## Torneos internacionales
Liga de Campeones Femenina de la UEFA
| Año     | Ronda                    | J  | G | E | P | GF | GC |
| ------- | ------------------------ | -- | - | - | - | -- | -- |
| 2018-19 | Fase de grupos           | 3  | 2 | 0 | 1 | 12 | 2  |
| 2019-20 | Dieciseisavos de final   | 5  | 3 | 1 | 1 | 12 | 6  |
| 2020-21 | Clasificación - 2.ª fase | 2  | 1 | 0 | 1 | 9  | 2  |
| Total   |                          | 10 | 6 | 1 | 3 | 33 | 10 |

## Palmarés
| Competición nacional                       | Títulos                                                       | Subcampeonatos                                                |
| ------------------------------------------ | ------------------------------------------------------------- | ------------------------------------------------------------- |
| Superliga Femenina de Bélgica (7/1)        | 2017/18, 2018/19, 2019/20, 2020/21, 2021/22, 2022/23, 2023/24 | 2016/17                                                       |
| Copa Femenina de Bélgica (10/8)            | 1984, 1985, 1987, 1991, 1994, 1996, 1998, 1999, 2005, 2013    | 1989, 1990, 1995, 2004, 2008, 2010, 2016, 2017                |
| Primera División Femenina de Bélgica (4/7) | 1986/87, 1994/95, 1996/97, 1997/98                            | 1999/00, 2003/04, 2005/06, 2006/07, 2007/08, 2010/11, 2011/12 |
| Supercopa Femenina de Bélgica (3/0)        | 1995, 1996, 1997                                              |                                                               |